# Ruedi Meier
Ruedi Meier (* 3. Juni 1949 in Wettingen AG) ist ein Schweizer Ökonom, Raumplaner ORL und Energiespezialist.

## Leben
Ruedi Meier durchlief die Primar- und Bezirksschule in Wettingen und besuchte anschliessend das Gymnasium (Maturtyp C) an der Kantonsschule Baden. Nach der Matur studierte er ab 1970 Ökonomie an der Universität Zürich. 1975 war Ruedi Meier bei Professor Hans-Christoph Binswanger im Rahmen einer Arbeit zur Revision der Bundesverfassung beschäftigt. Von 1975 bis 1977 absolvierte er das Nachdiplomstudium „Raumplanung“ am Institut für Orts-, Regional- und Landesplanung (ORL) der ETH Zürich. Am selben Ort war er auch als wissenschaftlicher Mitarbeiter tätig. 1981 promovierte er mit einer Arbeit über kantonale Wirtschaftspolitik. Nach dem Abschluss am ORL arbeitete er zwei Jahre lang als Sekretär der Regionalplanungsgruppe Thal im Kanton Solothurn, danach, von 1982 bis 1988 als Volkswirtschafter und Pressechef der Schweizerischen Arbeitsgemeinschaft für die Berggebiete (SAB). Ab 1988 bis 1994 war er volkswirtschaftlicher Berater bei der Bau-, Verkehrs- und Energiedirektion des Kantons Bern und von 1997 bis 2014 als Mitinhaber der Firma Focus Events AG auch Mitorganisator der Hausbau und Energiemesse in Bern. Seit 2004 arbeitet er für energie-cluster.ch, zunächst in der Funktion des Geschäftsleiters, seit 2011 als dessen Präsident. Weiter war er auch als Programmleiter im Auftrag des Bundesamts für Energie und Gutachter für das Nationale Forschungsprogramm 31 (Klimaänderungen und Naturkatastrophen) des Schweizerischen Nationalfonds tätig. Ruedi Meier war als Initiant bzw. Co-Initant diverser Projekte aktiv: Minergie, Minergie-P, NewRide, Plusenergie-Gebäude. Er hat über 200 Publikationen als Forscher, Consultant bzw. Projektleiter verfasst.
Ruedi Meier ist verheiratet und Vater eines Sohnes. Er wohnt in Bern.

## Publikationen (Auswahl)
- Bedeutung und Ausrichtung kantonaler Wirtschaftspolitik. Peter Lang, Bern 1983, ISBN 3-261-03214-6.
- mit Hans Werder und Peter Müller: Sozialdemokratie 2088 – Perspektiven der SPS im 21. Jahrhundert. Basel 1988, ISBN 3-85990-086-2.
- Arbeitsplatz Berggebiet. Analysen und Vorschläge der SP für eine wirksame Arbeitsplatzpolitik im Berggebiet. Zentralsekretariat der SP Schweiz, Bern 1991.
- mit Peter Hug: Rüstungskonversion. Die Umwandlung militärabhängiger Arbeitsplätze in zivile Beschäftigung. Verlag Rüegger, Zürich / Chur 1992, ISBN 3-7253-0447-5.
- Umweltgerechte Verkehrsabgaben. Vorschläge für eine Neuorientierung. Verlag Rüegger, Chur / Zürich 1993, ISBN 3-7253-0466-1.
- mit Paul Messerli und Gunter Stephan (Hrsg.): Ökologische Steuerreform für die Schweiz. Verlag Rüegger, Chur / Zürich 1998, ISBN 3-7253-0611-7.
- mit Felix Walter: Umweltabgaben für die Schweiz. Ein Beitrag zur Ökologisierung von Wirtschaft und Gesellschaft. Verlag Rüegger, Chur / Zürich 1991, ISBN 3-7253-0394-0.
- mit Ingrid Kissling-Näf und Peter Knoepfel: Kompensationsregimes im Umweltbereich. (= Arbeitsbericht NFP. 31). Zürich 1998.
- Sozioökonomische Aspekte von Klimaänderungen und Naturkatastrophen. Nationales Forschungsprogramm „Klimaänderungen und Naturkatastrophen“. – NFP 31. Zürich 1998.
- mit M. Renggli und P. Previdoli (Hrsg.): Energie – Wirtschaft – Nachhaltigkeit. Verlag Rüegger, Chur / Zürich 1999, ISBN 3-7253-0665-6.
- Nachhaltiger Freizeitverkehr. Verlag Rüegger, Chur / Zürich 2000, ISBN 3-7253-0684-2.
- mit Martin Beck: Bauen, Sanieren – wirtschaftlich Investieren. Energieeffizienz und Wirtschaftlichkeit im Einklang. Verlag Rüegger, Chur / Zürich 2002, ISBN 3-7253-0731-8.